# 闕特勤半身像
闕特勤半身像，是一個8世紀的大理石半身像，石像描绘的是後突厥汗國阿史那家族的王子和將軍闕特勤。此像被發現于蒙古国後杭爱省和硕柴达木（Khöshöö-Tsaidam）的闕特勤碑建築群附近。
它在是在鄂爾渾河流域進行的考古挖掘中被發現的。史书记载雕像是由中國工匠製作的，《舊唐書》稱毗伽可汗曾要求唐派遣工匠裝飾他兄弟闕特勤的墓穴。
現在此像被收藏于蒙古国家博物馆中。